# إيرفن هال
إيرفن هال (بالإنجليزية: Ervin Hall) هو منافس ألعاب قوى أمريكي، ولد في 2 يوليو 1947 في فيلادلفيا في الولايات المتحدة.

## وصلات خارجية
- إيرفن هال على موقع الاتحاد الدولي لألعاب القوى (الإنجليزية)
- إيرفن هال على موقع اللجنة الأولمبية الدولية (الإنجليزية)
- إيرفن هال على موقع أوليمبيديا (الإنجليزية)